# Liste des principaux ports de Suède
Cet article liste les principaux ports de Suède,.

## Principaux ports de marchandises

### Plus de 10 millions de tonnes annuelles
1. Port de Göteborg (sv)
2. Port de Trelleborg (sv)
3. Preemraff Lysekil (sv), Brofjorden

### De 5 à 10 millions de tonnes annuelles
1. Port d'Helsingborg (sv)
2. Port minéralier de Luleå
3. Port de Malmö (sv)
4. Port de Karlshamn

## Principaux ports de passagers
1. Ports de Stockholm
2. Port d'Helsingborg (sv)
3. Port d'Ystad (sv)
4. Port de Göteborg (sv)
5. Port de Visby (sv)
6. Port de Trelleborg (sv)
7. Port de Nynäshamn
8. Strömstad
9. Port de Kapellskär (sv)
10. Grisslehamn

## Autres ports
- Port de Falkenberg
- Port de Gävle
- Port d'Halland
- Port d'Halmstad
- Port d'Hargshamn
- Port d'Husum
- Port de Kalmar
- Port de Karlskrona
- Port de Karlstad
- Port de Landskrona
- Port de Lidköping
- Port de Norrköping
- Norvikshamnen
- Port d'Oskarshamn
- Port d'Oxelösund
- Port de Piteå
- Port de Skellefteå
- Port de Slite
- Port de Stenungshamn
- Port de Södertälje
- Port de Storugns
- Port de Sundsvall
- Port de Sölvesborg
- Port d'Uddevalla
- Port d'Umeå
- Wallhamn
- Port de Varberg
- Port de Västervik
- Port de Västerås